# トレンドハンター
トレンドハンターは、日本の競走馬で、2011年のフラワーカップ優勝馬。馬名の由来は「流行の探求者」。半姉にスパーキングレディーカップの勝ち馬スティールパスがいる。

## 経歴
管理調教師である松田博資（以下松田）にその素質とダート適性の高さを見込まれたトレンドハンターは2010年12月の阪神にて競走馬デビュー。そのデビュー戦こそ出遅れや急仕上げが響き2着敗戦も、松田によりダート適性の高さを改めて評価される一戦となり、続く2戦目で単勝1.2倍という人気に応え初勝利を飾った。松田はダートでデビューさせた理由を後に「血統的背景からダートを使っただけ」と説明している。
年明け初戦の平場戦を勝ち上がったトレンドハンターは、芝適性を模索すべくクイーンカップへの出走が予定されていたが左後肢に外傷を負ったことからこれを回避。復帰戦としてフィリーズレビューも検討されていたが距離適性を考慮され、フラワーカップに出走することとなった。

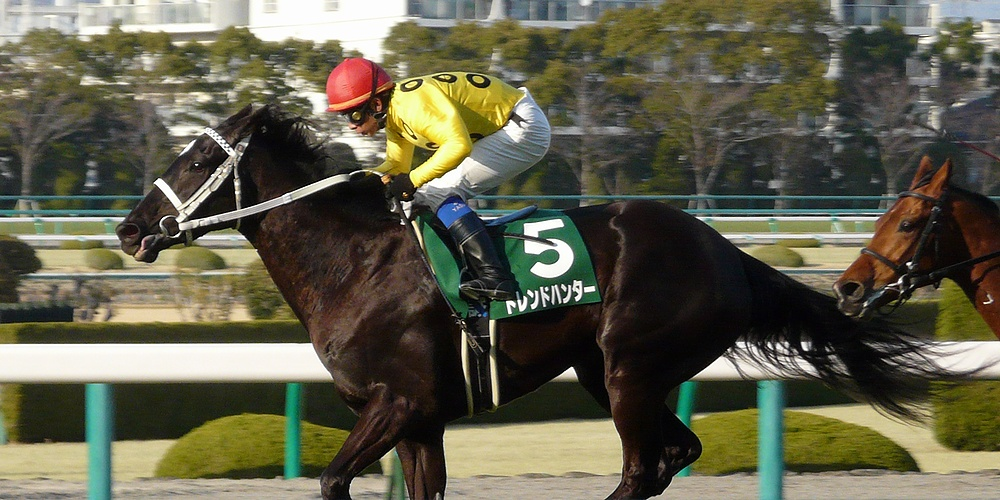
フラワーカップ

初の芝レースということもあり手探り状態での出走となったが、出走馬の中でも際立ったデキの良さを推され5番人気でレースに挑んだトレンドハンターは初芝を問題にせず快勝、3連勝で重賞タイトルを獲得。騎乗した岩田も「芝はどうかと思ったけど、ダートよりも反応がいい。折り合いもつくし乗りやすい」と同馬の素質の高さを絶賛する一戦となる。この勝利により桜花賞への出走を確実なものとした同馬は、馬主である飯田の「当然桜花賞に行きますよ」というゴーサインにより、中1週ながらGI桜花賞へと向かうこととなった。
「もともと体形や走法から芝向きの印象は持っていたがそれを克服できたのは大きい、今回も楽しみ」と期待を寄せる傍らここまで4戦全て1800m戦であったトレンドハンターが「初のマイル戦に対応できるかが心配」と、松田の期待と不安交じりで行われた桜花賞であったが結果は厩舎の僚馬であるマルセリーナが優勝、トレンドハンターは直線最後方からの追込も届かず3着という結果に終わる。出走馬中最速の上がりを記録しながらの敗戦に岩田は「枠（8枠17番）のことを言っても・・」と振り返り、評論家である坂口正大も「枠順の差も大きく影響した」と外枠に入ったことを敗因の一つに上げている。
「血統的にオークス向きの感」と評された他、「距離が延びるのは楽しみ」と桜花賞後に岩田がコメントするなどオークスでの巻き返しが期待されていたトレンドハンターであったがレース直後の4月15日右第1指節種子骨々折を発症、全治1年以上と診断され年内のレース全てを断念することとなる。当初はオーナーの意向もあって復帰を目指す予定であったが5月11日に競走馬登録を抹消、デビューから僅か5ヶ月での引退となった。

## 競走成績
| 年月日     | 競馬場 | 競走名     | 格   | 頭数 | オッズ （人気） | オッズ （人気） | 着順 | 騎手     | 斤量 | 距離（馬場）  | タイム （上り3F） | タイム 差 | 勝ち馬/（2着馬）       |
| ---------- | ------ | ---------- | ---- | ---- | --------------- | --------------- | ---- | -------- | ---- | ------------- | ----------------- | --------- | ---------------------- |
| 2010.12.05 | 阪神   | 2歳新馬    |      | 10   | 1.7             | （1人）         | 2着  | 岩田康誠 | 54   | ダ1800m（稍） | 1:54.4 (37.6)     | -0.3      | ムスカテール           |
| 0000.12.25 | 阪神   | 2歳未勝利  |      | 16   | 1.2             | （1人）         | 1着  | 岩田康誠 | 54   | ダ1800m（良） | 1:57.4 (37.7)     | -0.2      | （シノグラフィー）     |
| 2011.01.10 | 京都   | 3歳500万下 |      | 12   | 5.7             | （2人）         | 1着  | 岩田康誠 | 54   | ダ1800m（良） | 1:55.8 (36.3)     | -0.2      | （スマートルシファー） |
| 0000.03.26 | 阪神   | フラワーC  | GIII | 18   | 8.6             | （5人）         | 1着  | 岩田康誠 | 55   | 芝1800m（良） | 1:47.0 (35.0)     | -0.2      | （ハブルバブル）       |
| 0000.04.10 | 阪神   | 桜花賞     | GI   | 18   | 7.4             | （4人）         | 3着  | 岩田康誠 | 55   | 芝1600m（良） | 1:34.1 (34.2)     | -0.2      | マルセリーナ           |

## 引退後
生まれ故郷である千代田牧場にて繁殖牝馬として繋養されている。

### 繁殖成績
|       | 馬名                   | 誕生年 | 性 | 毛色   | 父                 | 馬主         | 厩舎                                           | 戦績                  |
| ----- | ---------------------- | ------ | -- | ------ | ------------------ | ------------ | ---------------------------------------------- | --------------------- |
| 初仔  | トウシンハンター       | 2012年 | 牝 | 黒鹿毛 | エンパイアメーカー | （株）サトー | 栗東・松田博資 →栗東・佐々木晶三               | 16戦1勝（引退・繁殖） |
| 2番仔 | エンパイアブレイク     | 2013年 | 牝 | 鹿毛   | エンパイアメーカー | 飯田良枝     | 栗東・松田国英                                 | 14戦2勝（引退・繁殖） |
| 3番仔 | アイネバーフェイル     | 2015年 | 牝 | 黒鹿毛 | ノヴェリスト       | 飯田正剛     | 栗東・中内田充正 →美浦・岩戸孝樹               | 13戦1勝（引退・繁殖） |
| 4番仔 | メイプルリズム         | 2018年 | 牝 | 鹿毛   | モーリス           | 飯田良枝     | 栗東・橋口慎介                                 | 13戦1勝（引退・繁殖） |
| 5番仔 | チアーズ               | 2020年 | 牝 | 黒鹿毛 | ルーラーシップ     | 飯田正剛     | 栗東・杉山晴紀 →園田・田中一巧 →美浦・宗像義忠 | 10戦2勝（引退）       |
| 6番仔 | インヴォーグ           | 2022年 | 牝 | 鹿毛   | ロードカナロア     | 飯田正剛     | 栗東・福永祐一                                 | 3戦1勝（現役）        |
| 7番仔 | トレンドハンターの2024 | 2024年 | 牡 | 黒鹿毛 | キズナ             |              |                                                |                       |

- 2025年4月18日現在

## 血統表
| トレンドハンターの血統            | トレンドハンターの血統                               | トレンドハンターの血統    | （血統表の出典）          | （血統表の出典） |
| 父系                              | サンデーサイレンス系                                 | サンデーサイレンス系      | サンデーサイレンス系      | [ § 2 ]          |
| 父 マンハッタンカフェ 1998 青鹿毛 | 父の父*サンデーサイレンス Sunday Silence 1986 青鹿毛 | Halo                      | Hail to Reason            | Hail to Reason   |
| 父 マンハッタンカフェ 1998 青鹿毛 | 父の父*サンデーサイレンス Sunday Silence 1986 青鹿毛 | Halo                      | Cosmah                    |                  |
| 父 マンハッタンカフェ 1998 青鹿毛 | 父の父*サンデーサイレンス Sunday Silence 1986 青鹿毛 | Wishing Well              | Understanding             | Understanding    |
| 父 マンハッタンカフェ 1998 青鹿毛 | 父の父*サンデーサイレンス Sunday Silence 1986 青鹿毛 | Wishing Well              | Mountain Flower           |                  |
| 父 マンハッタンカフェ 1998 青鹿毛 | 父の母*サトルチェンジ Subtle Change 1988 黒鹿毛      | Law Society               | Alleged                   | Alleged          |
| 父 マンハッタンカフェ 1998 青鹿毛 | 父の母*サトルチェンジ Subtle Change 1988 黒鹿毛      | Law Society               | Bold Bikini               |                  |
| 父 マンハッタンカフェ 1998 青鹿毛 | 父の母*サトルチェンジ Subtle Change 1988 黒鹿毛      | Santa Luciana             | Luciano                   | Luciano          |
| 父 マンハッタンカフェ 1998 青鹿毛 | 父の母*サトルチェンジ Subtle Change 1988 黒鹿毛      | Santa Luciana             | Suleika                   |                  |
| 母 ロイヤルペルラ 2000 芦毛       | 母の父*ブライアンズタイム Brian's Time 1985 黒鹿毛   | Roberto                   | Hail to Reason            | Hail to Reason   |
| 母 ロイヤルペルラ 2000 芦毛       | 母の父*ブライアンズタイム Brian's Time 1985 黒鹿毛   | Roberto                   | Bramalea                  |                  |
| 母 ロイヤルペルラ 2000 芦毛       | 母の父*ブライアンズタイム Brian's Time 1985 黒鹿毛   | Kelley's Day              | Graustark                 | Graustark        |
| 母 ロイヤルペルラ 2000 芦毛       | 母の父*ブライアンズタイム Brian's Time 1985 黒鹿毛   | Kelley's Day              | Golden Trail              |                  |
| 母 ロイヤルペルラ 2000 芦毛       | 母の母*スターマイライフ 1994 芦毛                    | Storm Cat                 | Storm Bird                | Storm Bird       |
| 母 ロイヤルペルラ 2000 芦毛       | 母の母*スターマイライフ 1994 芦毛                    | Storm Cat                 | Terlingua                 |                  |
| 母 ロイヤルペルラ 2000 芦毛       | 母の母*スターマイライフ 1994 芦毛                    | Great Lady M.             | Icecapade                 | Icecapade        |
| 母 ロイヤルペルラ 2000 芦毛       | 母の母*スターマイライフ 1994 芦毛                    | Great Lady M.             | Sovereign Lady            |                  |
| 母系(F-No.)                       | Sovereign Lady系(FN:22-d)                            | Sovereign Lady系(FN:22-d) | Sovereign Lady系(FN:22-d) | [ § 3 ]          |
| 5代内の近親交配                   | Hail to Reason 4×4                                   | Hail to Reason 4×4        | Hail to Reason 4×4        | [ § 4 ]          |
| 出典                              | 1. 2. 3. 4.                                          | 1. 2. 3. 4.               | 1. 2. 3. 4.               | 1. 2. 3. 4.      |